# Coudrays Wohnhaus in Weimar

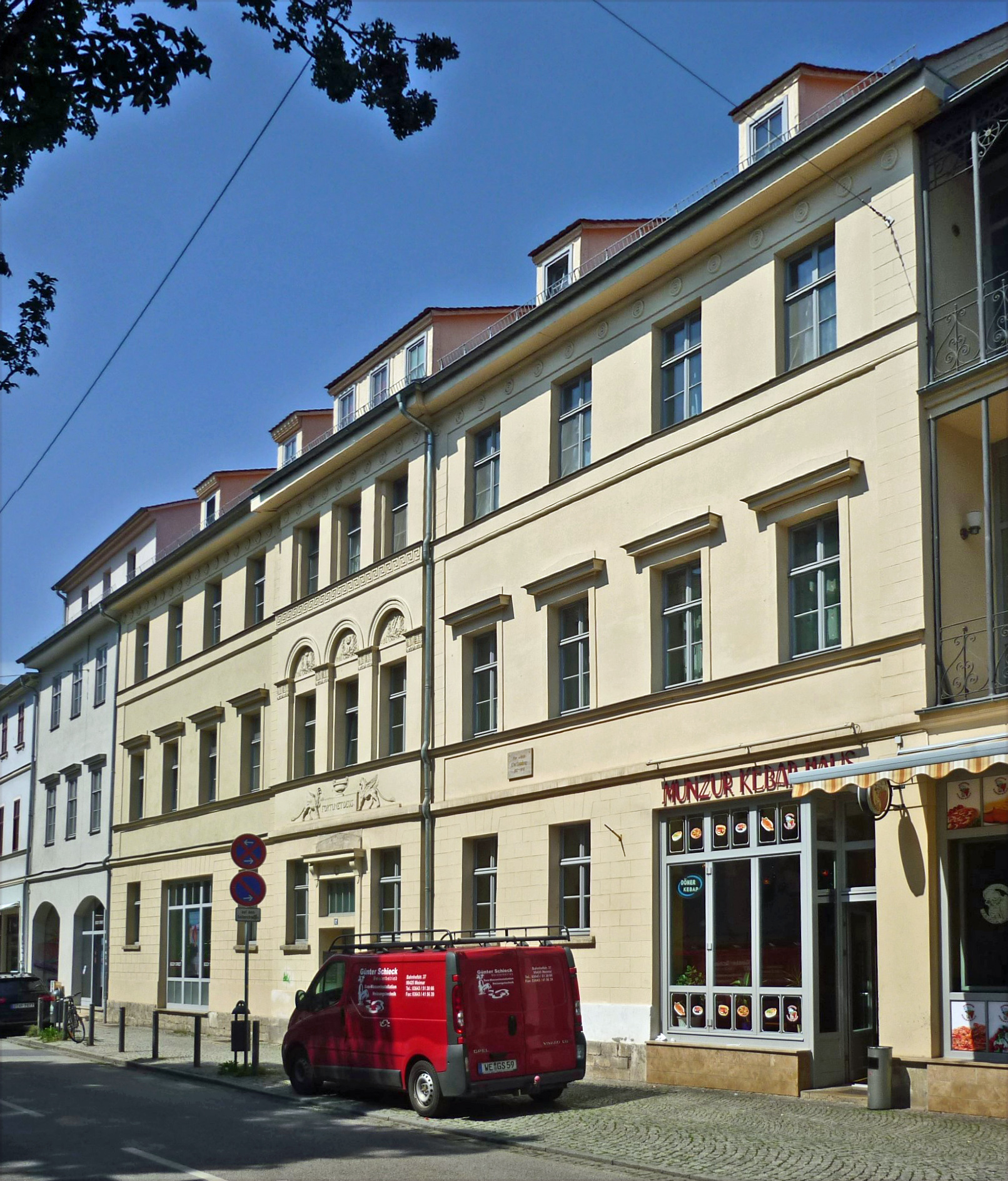
Weimar, Wohnhaus C. W. Coudrays

Ein dreigeschossiges Doppelhaus mit Mansardendach in der Heinrich-Heine-Straße 12/14 in Weimar nahe dem einstigen Erfurter Tor ist Coudrays Wohnhaus. 
Der Abbrand einer Scheune 1797 schuf Bauland für Coudrays Wohnhaus. Dieses Doppelhaus hatte Clemens Wenzeslaus Coudray 1817 im klassizistischen Stil entworfen. Das Gelände stellte ihm Großherzog Carl August zur Verfügung. Er musste da allerdings ein Doppelhaus bauen, was zu häufigen Streitereien mit dem Nachbarn führte. Entwürfe haben sich nicht erhalten. Er hatte eine Vorliebe für Mittelrisalite. Dort befand sich ein nur ihm zustehender Mitteleingang. Über dem Mitteleingang steht auf einem Relief FORTUNE ET DEUS, flankiert von geflügelten Löwen und mit einer antiken Vase bekrönt. Im Mittelgeschoss über den drei Fenstern des Risaliten sind unter den Rundbögen umkränzte Symbole des Bauwesens zu erkennen. Der Eingang des Nachbarn hingegen befand sich auf der Giebelseite des Hauses, der inzwischen längst durch weitere Gebäude verschwand. Coudray bewohnte die rechte Seite des Doppelhauses, der streitbare Nachbar die linke. Die Streitigkeiten hatten ihren Ausdruck auch in der inneren Raumaufteilung der Räume ihren Ausdruck gefunden. Die Toreinfahrt an der linken Seite ließ der Eigentümer überbauen, was die kleinteilige Situation der Innenräume aber nicht besserte, während rechtsseitig Coudray seinen Wohnungsbereich weitaus großzügiger gliederte. Trotz dieser Misshelligkeiten bewohnte Coudray das Haus bis zu seinem Tode. Die Geschäfte im Erdgeschoss wurden weit später eingebaut. Die Fassade ist verputzt unter Verwendung von Mitteln der Scheinarchitektur.
Das Wohnhaus wie auch die in unmittelbarer Nähe befindlichen Wohn- und Geschäftshäuser in der Heinrich-Heine-Straße liefern zudem einen Einblick in Coudrays Stadtplanung hinsichtlich der Stadterweiterung.
Coudrays Wohnhaus steht auf der Liste der Kulturdenkmale in Weimar (Einzeldenkmale). Eine kleine Gedenktafel wurde angebracht. Hier war auch Sitz der von Coudray 1816 gegründeten Oberbaudirektion des Großherzogtums Sachsen-Weimar-Eisenach.